# Perunantutkimuslaitos
Le Perunantutkimuslaitos (Institut de recherche sur la pomme de terre) est une station de recherche agronomique situé à Ylistaro en Finlande, 

## Présentation
Spécialisé dans les recherches sur la pomme de terre, il dépend du MTT Centre de recherches agronomiques et agroalimentaires de Finlande), rattaché lui-même au ministère de l'Agriculture et des Forêts de Finlande. 
L'Institut de recherche sur la pomme de terre était présent également jusqu'en février 2011 à la station de Lammi, près de Hämeenlinna (Finlande méridionale), avant de concentrer ses activités sur le site d'Ylistaro.
Cet institut avait commencé à Lammi à collaborer avec l'entreprise chimique allemande BASF à la mise au point de la variété Amflora et d'autres pommes de terre féculières génétiquement modifiées, notamment en procédant en 2010 à des essais de la variété 'AM04/1020', servant de référence pour l'Amflora,.